# Fort Prusy
Fort Prusy (niem. Fort Preußen) – szczecińska fortyfikacja z początku XVIII w. Zaprojektowany został przez Gerharda Corneliusa van Wallrawe latach 1722–1724 oraz budowany wraz z całym założeniem Twierdzy Szczecin do 1741 roku.
Z góry wyglądał jak gwiazda. Nie stykał się on bezpośrednio z murami Szczecina – na starych planach wygląda jak rzucona obok wyspa. Żołnierze, którzy go obsadzali, mieli za zadanie bronić dostępu do południowo-zachodniej części Szczecina. Na budowę fortu zużyto 2,5 mln cegieł. Wewnątrz wytyczono ulice, przy których powstały koszary, magazyny, stajnie i szpital polowy. Pod koniec XIX wieku fort został zburzony. Aż do lat 90. XX wieku był to teren wojskowy.
W roku 2013 pracownicy firmy budowlanej podczas przygotowywania fundamentów pod nowy budynek przy ul. Kusocińskiego dokopali się do podziemi starych fortyfikacji.